# Ghaip Khan
Pel kan kazakh anomenat també Ghaip Khan, vegeu Kaip Khan
Ghaip Khan (Kaip Khan) fou kan de Khivà, fill de Batir Khan o Batyr Khan, kan de part de l'Horda Petita Kazakh, enemic de Nurali Khan i que tenia el suport dels karakalpaks. Batyr va disputar el poder a l'Horda Petita dels Kazakhs del 1748 fins al 1785, encara que segurament abans ja era kan dels karakalpaks mentre el seu fill havia estat enviat ja abans (vers el 1745 o 1746) a governar Khiva. Fou posat al tron pel general persa (de Nadir Shah) Ali Kuli.
El 1750, Irbek, delegat del kan Batyr de l'Horda Petita dels Kazakhs, va anar a Orenburg i va demanar als russos que les caravanes russes cap a Khivà i Bukharà, passessin pel seu territori (evitant el de Nurali Khan) i ser autoritzat a escortar-les; la proposta fou reforçada pel suport del kan de Khivà, Ghaip Khan, que era el fill de Batyr. Rússia va refusar amb l'excusa que això crearia un conflicte amb Nurali Khan, amb el que se li ordenava viure en termes amistosos. Però de fet les caravanes de Khivà creuaven pel seu territori evitant el de Nurali, al que privaven dels drets de pas que pagaven.
A la primavera del 1750 el germà del kan, Aichuvak, amb els seus amics i un contingent de kazakhs va fer una ràtzia contra la tribu dels aralians que depenien del kan de Khivà, fent nombrosos presoners, i agafant cavalls i altres objectes. El Khan Ghaip (Kaip) va capturar a alguns súbdits de Nurali que feien el comerç a Khivà, i el botí i els presoners aralians van haver de ser retornats. Un intent similar va ser fet per un altre germà, Erali, al territori dels karakalpaks, però aquí fou derrotat i molts dels kazakhs van morir a la lluita i el mateix Erali va ser fet presoner i va estar uns mesos com a ostatge. Ghaip Khan va prohibir als seus súbdits passar pel territori de Nurali Khan quan anessin a Orenburg; en revenja Nurali el 1753 va saquejar una caravana que anava entre Rússia i Khivà; el mateix any alguns kazakhs del clan d'Alimul i de la tribu Kara Kitin van robar a Saghiz a uns mercades khivans i turcmans que eren escortats per kazakhs de la tribu de Chiklin. Quan els russos van demanar explicacions, Nurali es va inculpar i va excusar-se en l'hostilitat de Batyr Khan i el seu fill Kaip Khan (Ghaip Khan) contra ell, i va suggerir que aquest darrer planejava un atac a Rússia, oferint-se a sotmetre'l en pocs dies si els russos li donaven deu mil homes i artilleria; finalment va acceptar retornar el botí als khivans.
Ghaip Khan no ho va considerar suficient i va prendre una decisió que va crear un conflicte entre Rússia i Khivà: El 1754 va autoritzar retenir una caravana russa a Khivà que no fou alliberada fins un any després. Llavors Nurali i el seu germà Erali van tornar a demanar permís per atacar Khivà. El 1756 Ghaip va enviar un ambaixador als russos, però aquest era uzbek i es va mostrar deslleial; va revelar als russos que els uzbeks es volien lliurar del kan i va demanar l'ajut rus per fer-ho; els russos van encoratjar a Nurali i Erali a atacar el kanat però sense ajut (però si Erali, que dirigiria l'expedició, era capturat, pagarien el seu rescat). Van reunir una assemblea i van declarar la guerra però un cap religiós requerit a beneir l'expedició, va establir una prohibició per aquesta lluita i va quedar aturada.
Ghaip fou enderrocat en una data incerta. S'esmenten dos kans, Abd Allah Karabay Khan i Sultan Timur Ghazi Khan que l'haurien substituït successivament (a partir de vers 1760). Va viure un temps amb l'Horda Petita Kazakh (a la part on governava el seu pare) i hauria participat en els atacs fets pels kazakhs als torguts calmucs durant la seva famosa emigració vers el 1770. El 1786 a la mort del seu pare hauria dirigit la part de lHorda Petita que governava aquest.
Ghaip hauria conservat el tron de l'Horda fins a la seva mort el 1791 quan ja havia de tenir més de 60 anys potser a l'entorn dels 70. Estava casat amb una filla d'Abu l-Faiz Muhammad Khan de Bukharà. El seu fill Abu l-Ghazi Khan III va ser khan vers 1791 a 1804 (ho era el 1793 i fou deposat el 1804), el que ha fet pensar que el seu pare hauria recuperat el tron vers 1774 i hauria governat fins a la seva mort el 1791, però Howorth no ho esmenta.

## Nota
1. ↑  com que el seu pare Ghaip o Kaip Khan havia mort el 1718 i el seu fill ja havia de tenir uns 20 anys el 1745, el 1785 tenia uns 80 anys i el 1748 uns 40 anys